# Das Geheimnis der Orangenkisten
Das Geheimnis der Orangenkisten (2008) ist ein 90-minütiger Dokumentarfilm von Jochen Faber.

## Inhalt

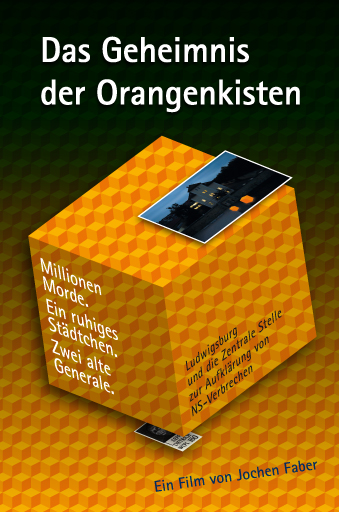
Titel der DVD „Das Geheimnis der Orangenkisten“

Der Film beschreibt die Geschichte der „Zentralen Stelle der Landesjustizverwaltungen zur Aufklärung nationalsozialistischer Verbrechen“ in Ludwigsburg und deren Umfeld. Die „Zentrale Stelle“ wurde Ende 1958 eingerichtet, um vor allem die bisher völlig unzureichend ermittelten Verbrechen in deutschen Konzentrationslagern und in besetzten Gebieten aufzuklären.
Der Film beschreibt die schwierigen Arbeitsbedingungen der wenigen Juristen, die hierfür eingesetzt wurden, und gleichzeitig die Ansiedlung prominenter SS-Generale in der Stadt.

## Hintergrund
Der Journalist und Filmgestalter Jochen Faber recherchierte für diesen Film in zahlreichen deutschen, französischen und amerikanischen Archiven und befragte Zeitzeuginnen und -zeugen. So konnte er exemplarisch darstellen, wie die heimliche Aufnahme von NS-Tätern in die Gesellschaft der Bundesrepublik funktionierte. Er erzählt die Geschichte der vielfach als Skandal empfundenen Beerdigung eines Nazi-Befehlshabers 1966 mit Tausenden von Anhängern und die Reaktionen bei NS-Opfern in der französischen Partnerstadt Montbéliard. Ebenso zeigt er aber auch am Beispiel der Stadt Ludwigsburg Initiativen für einen offenen und kritischen Umgang mit den Verbrechen der Deutschen im NS-Regime.
Der Film entstand 2008 zum 50-jährigen Bestehen der „Zentralen Stelle“. Er wird inzwischen auch in einer kurzen Sonderfassung für den Schulunterricht und in englischer Übersetzung angeboten.